# Аннаоразов, Сердар Назарович
Сердар Назарович Аннаоразов (туркм. Serdar Nazarowiç Annaorazow; 29 июня 1990, Ашхабад) — туркменский футболист, защитник клуба «Небитчи» и национальной сборной Туркменистана.

## Клубная карьера
Профессиональную карьеру начал в футбольном клубе МТТУ, игроком которого являлся до декабря 2014 года. В 2014 году стал обладателем Кубка президента АФК, в финале турнира был обыгран северокорейский «Римёнсу».
С января 2015 года игрок ашхабадского «Алтын Асыра». В первый же год в составе «Алтын Асыра» стал чемпионом Туркменистана 2015, обладателем Суперкубка и Кубка Туркменистана 2015.

## Карьера в сборной

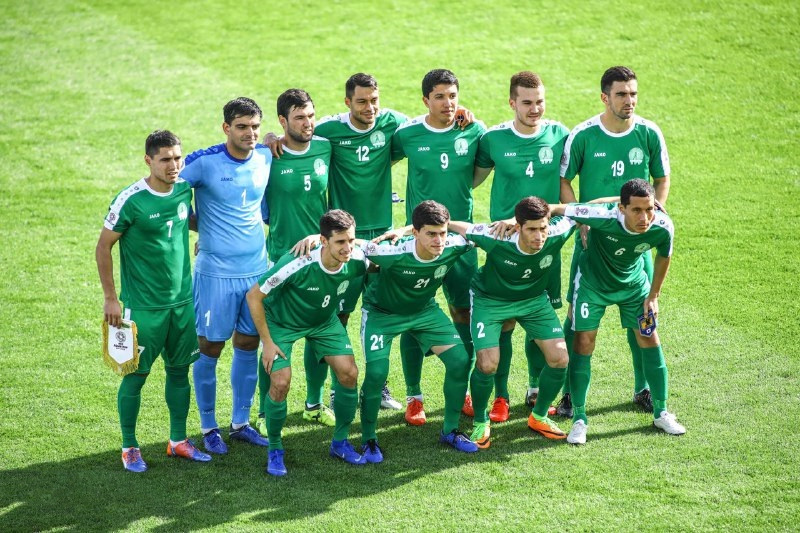
На Кубке Азии в Дубае

Дебютировал за сборную Туркменистана 28 июля 2008 года в квалификационном матче на Чемпионат мира 2010 против сборной Индонезии, вышел на замену во втором тайме.

## Личная жизнь
Выпускник Международного туркмено-турецкого университета.
Женат, есть сын 2015 года рождения.

## Достижения
Сборная Туркменистана
- Финалист Кубка вызова АФК: 2012

МТТУ
- Чемпион Туркменистана: 2013
- Суперкубок Туркменистана: 2013
- Кубок президента АФК: 2014

«Алтын Асыр»
- Суперкубок Туркменистана: 2015
- Чемпион Туркменистана: 2015
- Кубок Туркменистана: 2015